# 두상림
두상림(竇桑林, ? ~ ?)은 전한 중기의 제후로, 봉상 두팽조의 손자이다.

## 생애
원광 4년(기원전 131년), 아버지 두량의 뒤를 이어 남피후(南皮侯)에 봉해졌다.
원정 5년(기원전 112년), 주금을 법도에 맞지 않게 한 죄로 작위가 박탈되었다.

## 출전
- 사마천, 《사기》 권19 혜경간후자연표

| 선대 아버지 남피이후 두량 | 전한의 남피후 기원전 130년 ~ 기원전 112년 | 후대 (봉국 폐지) |